# Плеврот черепичастий
Плеврот черепичастий, глива (Pleurotus ostreatus)  — вид деревних їстівних грибів роду плеврот родини плевротових (Pleurotaceae).

## Назва
Народна українська назва цього гриба — «глива», хоча СУМ-11 фіксує, що гливою називається інший гриб — печіночник (Fistulina hepatica), а словник Грінченка тлумачить це слово як позначення гриба, що росте на дереві, без уточнення.
М. Я. Зерова та З. Г. Лавітська іменують вид «плеврот черепичастий», хоча словники фіксують назву «плеврот звичайний».
Місцеві назви — дублянка, гливичка звичайна, дуплянка їстівна, калічка.
Латинський видовий епітет ostreatus і англійська назва гриба oyster mushroom віддзеркалюють його схожість на устрицю. В японській мові гриб має назву «хіратаке» (ヒラタケ), що означає «плаский гриб».

## Будова

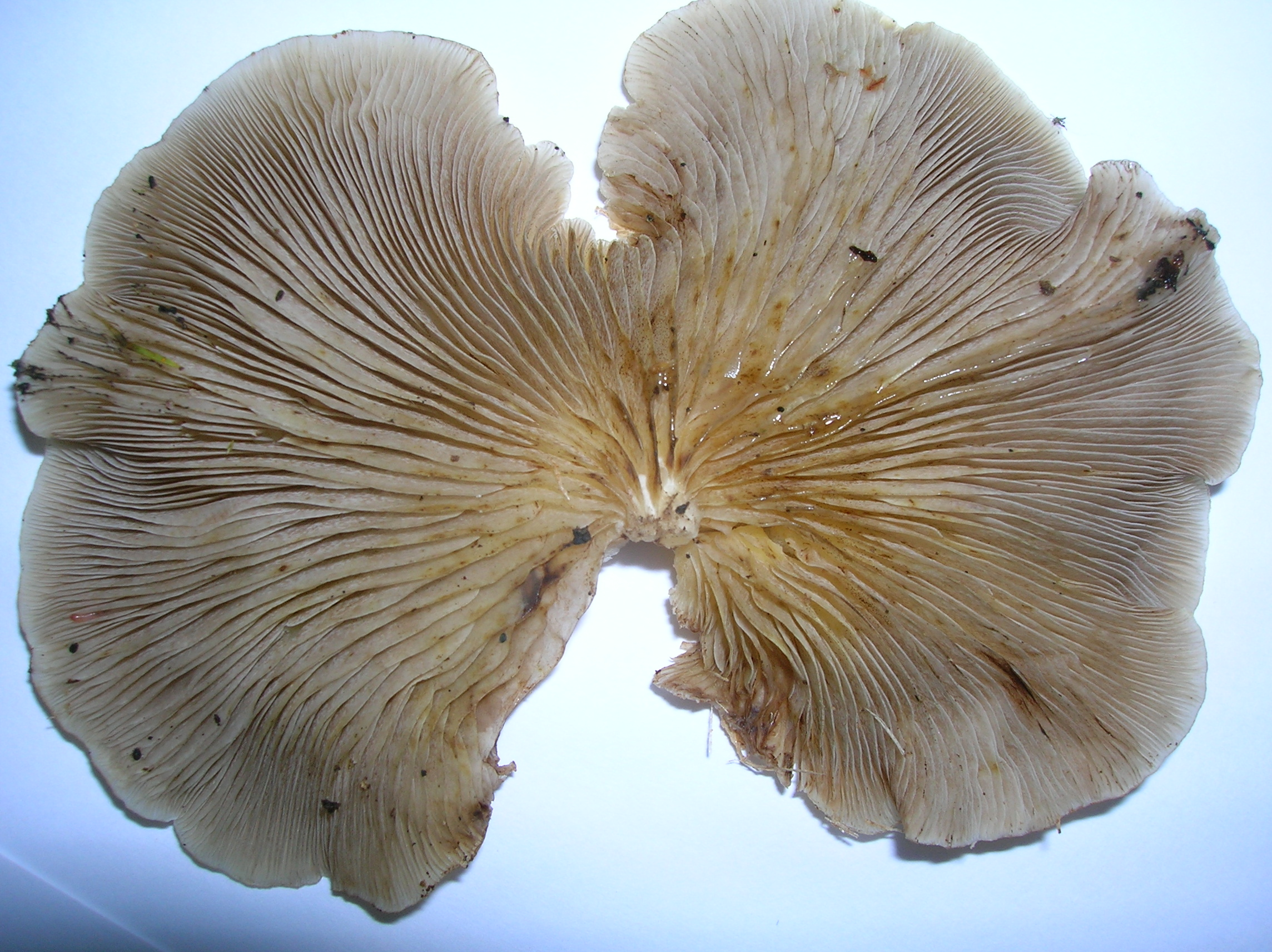
Структура пластинок

Карпофори гімнокарпні, сидячі, ніжка відсутня. Шапинка асиметрична, мушле-, вухо-, віялоподібна, широковоронковидна, гладенька, темнозабарвлена, сірувата, сіро-бура, фіолетово-коричнева, із сизим відтінком. М'якуш білий, спочатку м'який, пізніше жорсткуватий, з приємним запахом та смаком. Пластинки часті, білі, внизу інколи з анастомозами. Споровий порошок білий. Глива - типовий ксилотроф (деревоїдний гриб), зростає на деревині листяних та хвойних порід, часто утворює зростання до 30 та більше карпофорів, нагадуючи черепицю.

## Поширення та середовище існування

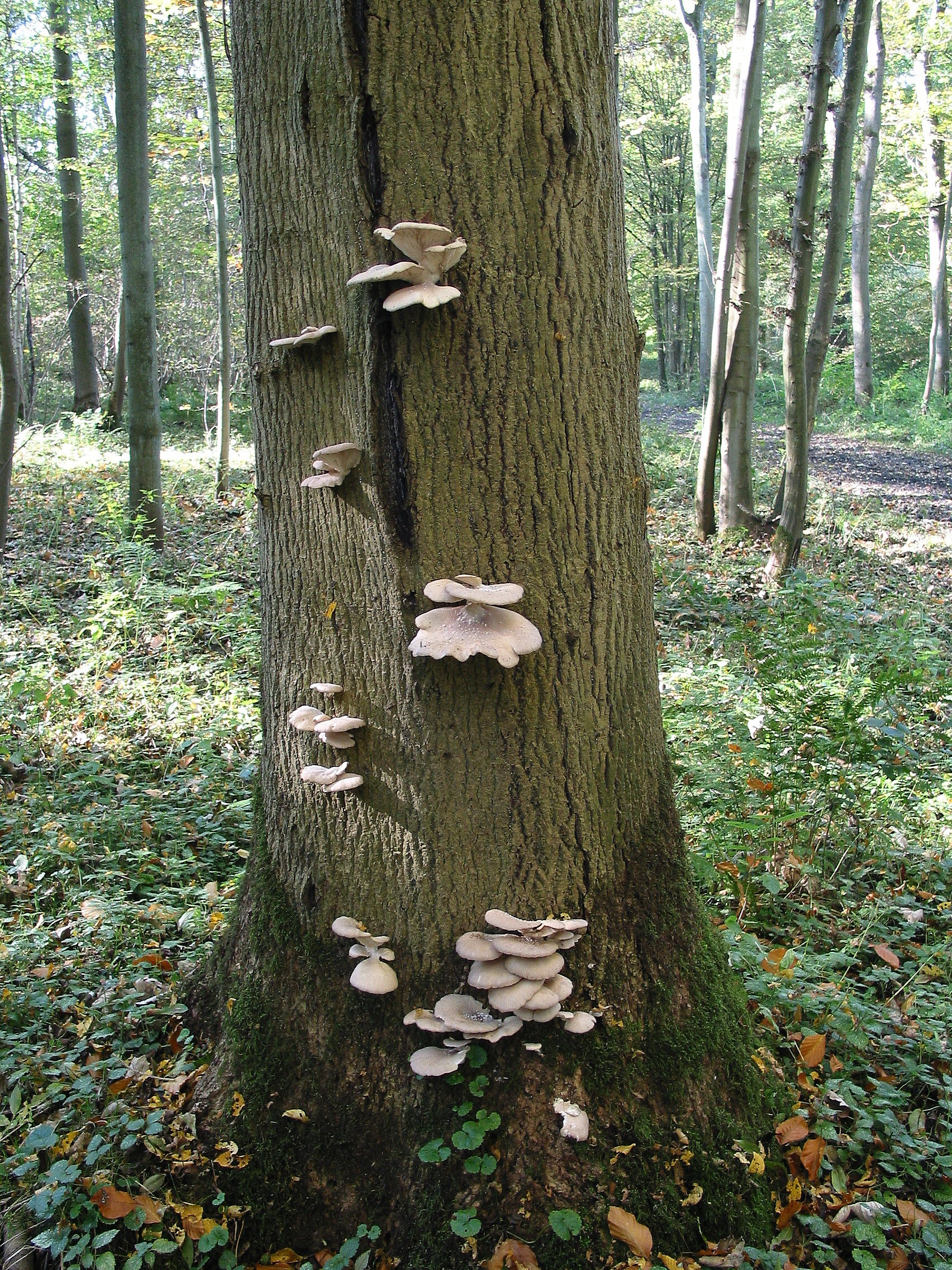
Гриби гливи на дереві

Гриб широко поширений у лісах помірної і субтропічних кліматичних зон по всьому світу, хоча він відсутній на тихоокеанському північному заході північної Америки, де його замінили види P. pulmonarius і P. populinus. Цей гриб сапротроф, який харчується переважно деревиною, особливо листяних дерев, зокрема букових.
Зустрічається по всій Україні. Росте групами на стовбурах листяних, зрідка хвойних дерев.

## Практичне використання
Збирають у вересні — жовтні. Їстівний гриб четвертої категорії. Вживають у їжу лише молоді гриби, бо старі плодові тіла жорсткі. Використовують вареним, смаженим і сушеним.
Вирощується у промислових масштабах.
Одне з попередніх досліджень показало, що вживання екстрактів з грибів гливи знижує рівень холестеролу, цей ефект пов'язують із вмістом в цьому грибі бета-глюканів.
Гриби містять ловастатин (від 0,16 % до 2,8 % на суху вагу), який також знижує рівень холестеролу.
Гриби плевроту багаті білками, харчовими волокнами, незамінними амінокислотами, вуглеводами, водорозчинними вітамінами (C, B) та мінералами (Na, Ca, P, Fe та K) мають унікальний статус делікатесу з високими харчовими та лікувальними цінностями. Вміст білка у них вищий порівняно з овочами, але менший порівняно з м’ясом та молоком.
Встановлено, що вони підсилюють імунну систему, мають протиракові властивості, а також антигіперхолестеринемічні та печінкозахисні властивості. Види Pleurotus - відмінна їжа для людей, які страждають на гіпертонію та серцево-судинні захворювання завдяки високому вмісту калію та натрію.

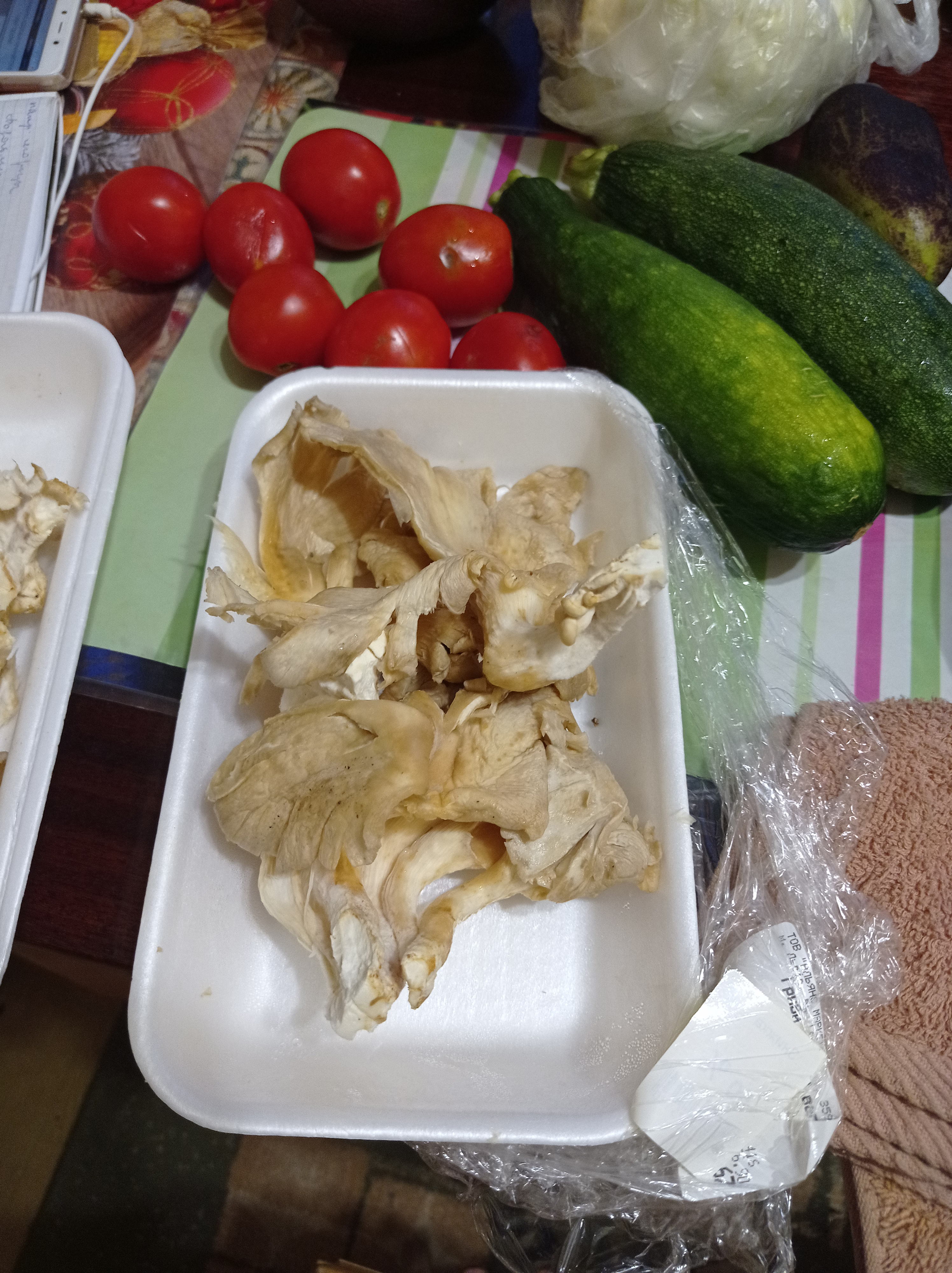
Гливи із супермаркету
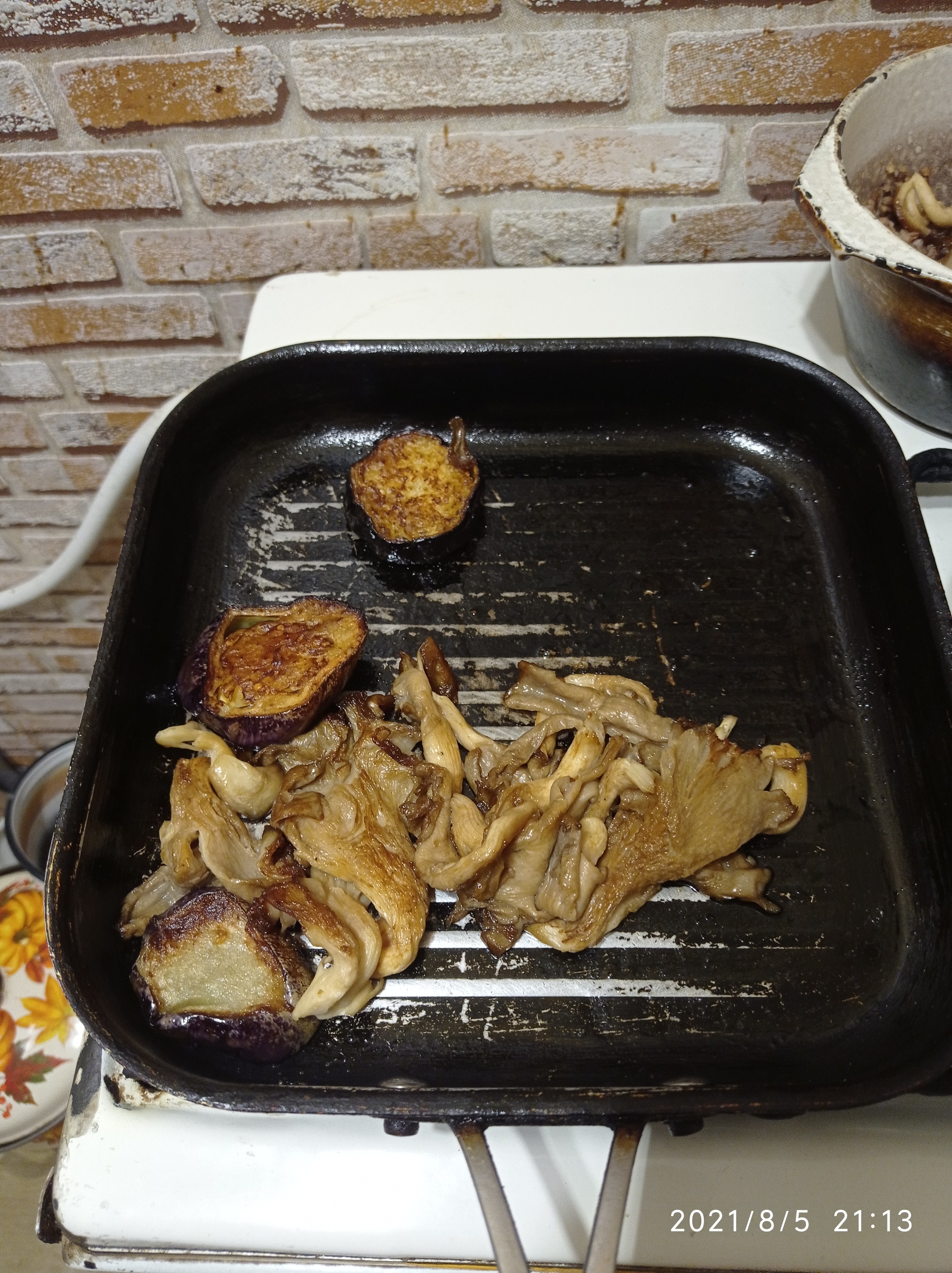
Смажені гливи
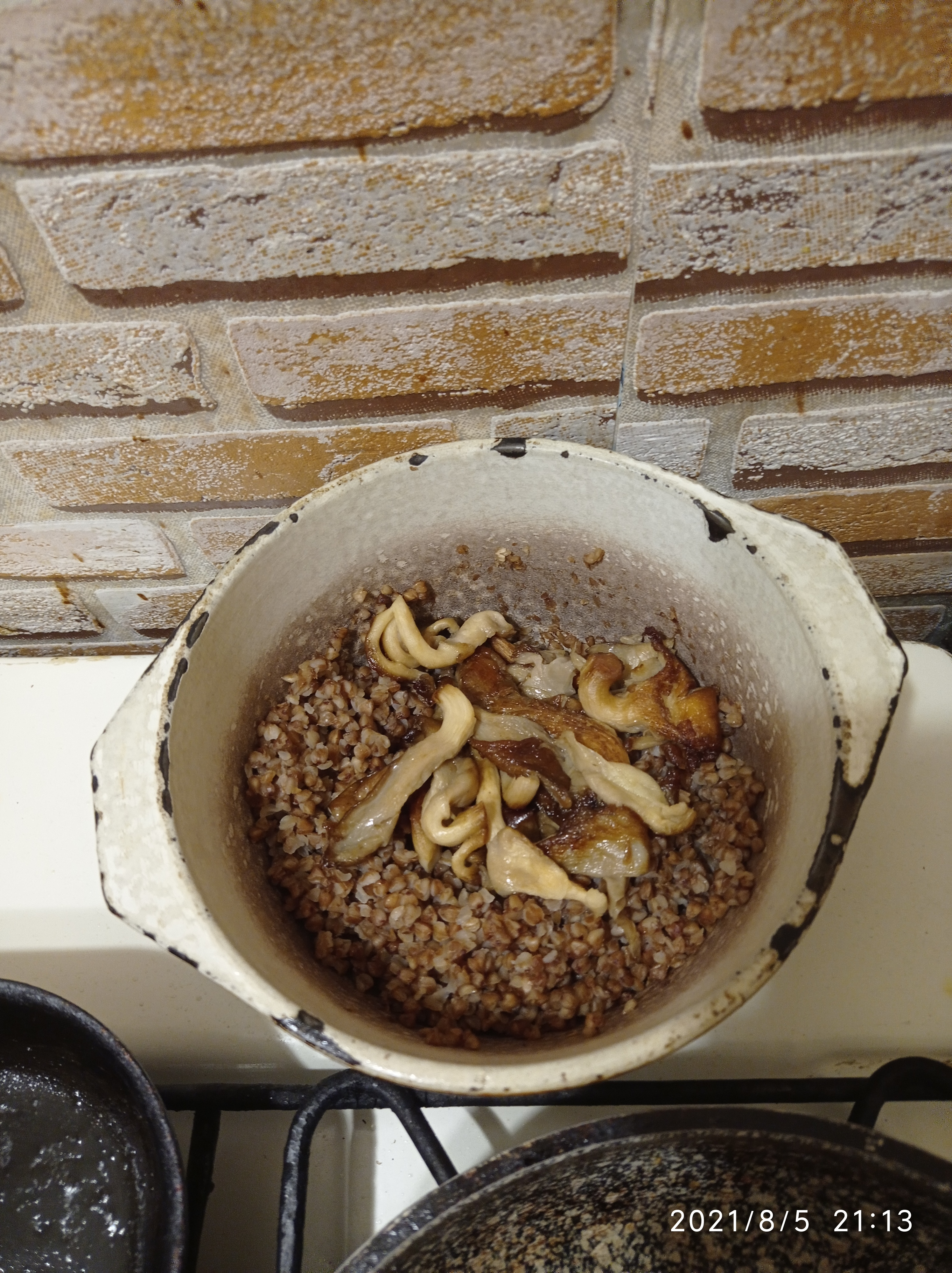
Смажені гливи із гречкою